# Jean-Baptiste Alizard
Pour les articles homonymes, voir Alizard.
Jean-Baptiste Alizard est un peintre français du XVIIIe siècle.

## Biographie
Jean-Baptiste Alizard a reçu en 1762 un deuxième prix de Rome pour une Mort de Socrate et un premier prix de Rome en 1764 pour Cleobis et Biton
Il a été pensionnaire de la villa Médicis de 1766 à 1771.

## Œuvres
La mort de Socrate est choisi comme sujet pour le concours du prix de Rome en 1762. Jacques-Philippe-Joseph de Saint-Quentin remporte le premier prix et Alizard le second. Le tableau d'Alizard, inspiré des piéta, s'attache à respecter la « vérité du costume » prônée par l'académisme.

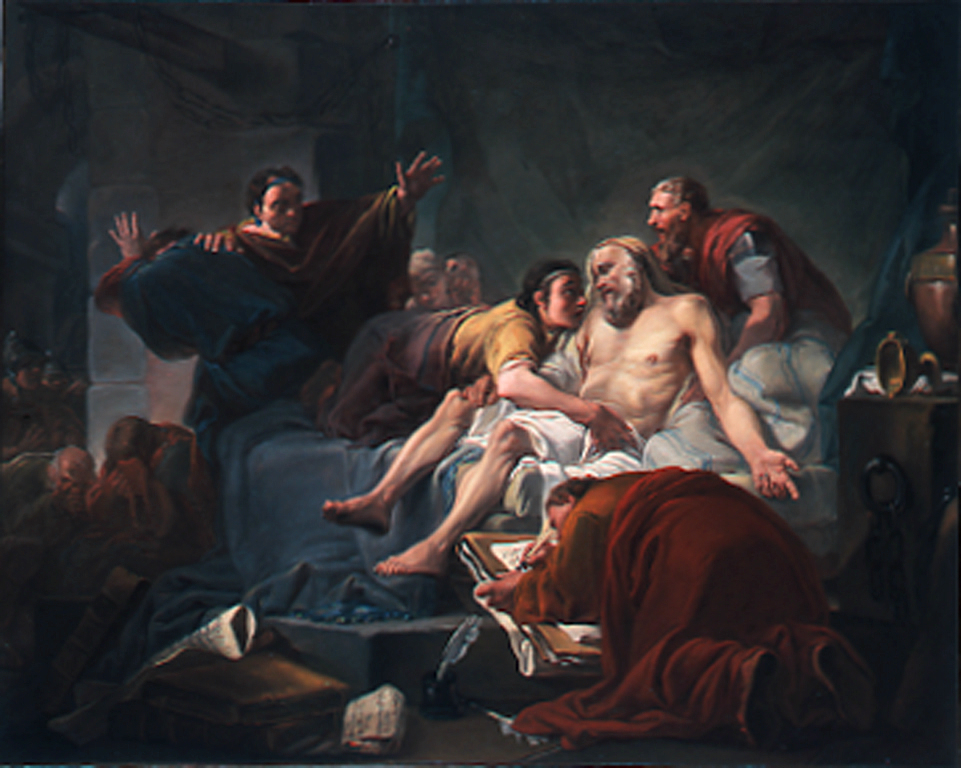
La Mort de Socrate, 1762
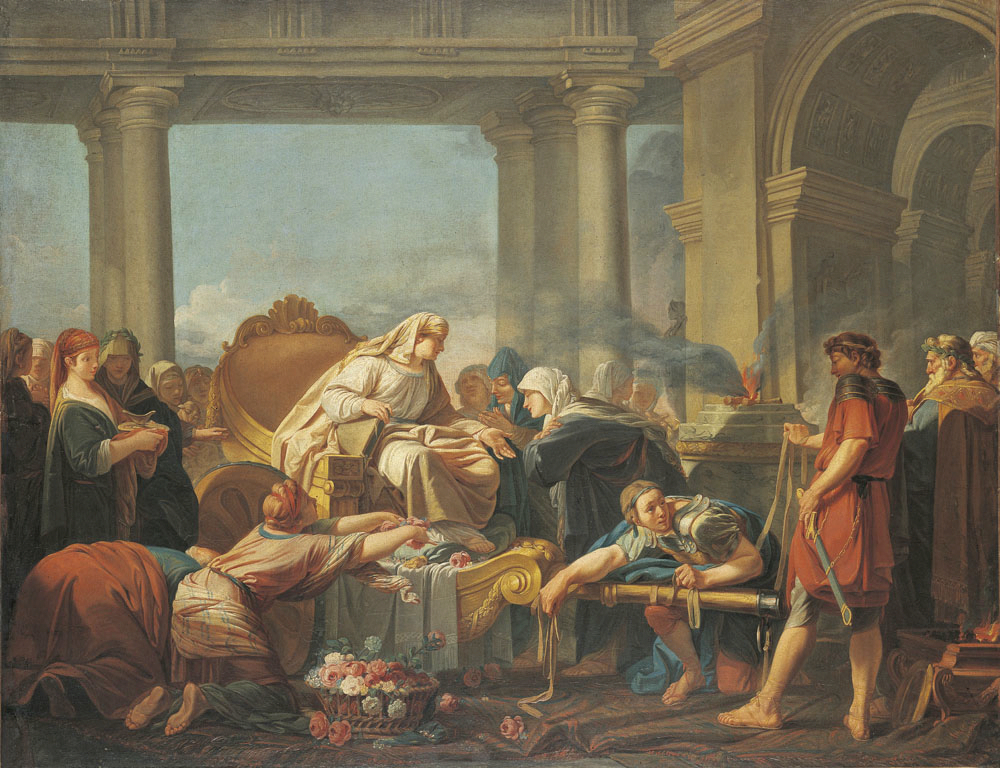
Cléobis et Biton conduisent le char de leur mère au temple de Junon